# Kingdom Centre
Das Kingdom Centre (arabisch برج المملكة, DMG Burǧ al-Mamlaka) ist ein Wolkenkratzer in der saudi-arabischen Hauptstadt Riad, der zwischen 1999 und 2002 erbaut wurde. Er ist Eigentum des Prinzen al-Walid ibn Talal.

## Allgemeines
Das Kingdom Centre wurde von Anfang an als Wahrzeichen Riads und Saudi-Arabiens gebaut. Es ist 302 m hoch und hat vier separate Eingänge: in das Hotel, in die Büros und Appartements, in das Hotelnebengebäude und in das Einkaufszentrum.
Das Hochhaus wurde in geradliniger Nachbarschaft zum Al Faisaliyah Center, einem weiteren Wolkenkratzer in Riad, für etwa 385 Mio € (1,7 Mrd. SR) errichtet und dient als neuer Treffpunkt für Alt und Jung. Es gibt 45 Aufzüge, 22 Rolltreppen und 3.000 Parkplätze für die Öffentlichkeit. Bis zur Fertigstellung des 308 m hohen Burj Rafael 2014 war es das höchste Gebäude in Riad.

## Architektur/Baudaten
Nach drei Jahren und mehreren Hundert Entwürfen stand das heutige Design für das moderne Gebäude mit der charakteristischen, halbbogenförmigen Öffnung und der 65 m langen Stahlbrücke fest, die auch an die Konstruktion des Shanghai World Financial Center erinnert.
Diese Brücke mit ihren Diagonalverstrebungen in den Fenstern stellt die Besucheretage des Komplexes dar. Der Hohlraum oberhalb der letzten Etage und links und rechts der Öffnung ist komplett von Stahlstreben durchkreuzt. Aus dem Konferenzraum des Restaurants im letzten Stockwerk können durch das Dachfenster ebendiese Verstrebungen und die Brücke gesehen werden. Nachts wird die blau verglaste Fassade und das mit Aluminium umrahmte „Loch“ mit unterschiedlichen Farben beleuchtet. Dies alles wurde von Ellerbe Becket & Omrania designt und befindet sich auf einer quadratischen, 94.000 m² großen Fläche.
Der von den Straßen „Orouba Street“, „Olaya Street“ und „King Fahad Road“ umrahmte Komplex bietet insgesamt eine Nutzfläche von etwa 300.000 m². Der eigentliche Tower wird im Westen vom Hotelnebengebäude und von Gärten, im Osten vom Shopping-Center und den Parkplätzen und im Norden und Süden von mit Palmen bepflanzten Hofeingängen umgeben.
Jede einzelne der 41 Etagen des Towers hat eine Grundfläche von 2.225 m²; zusammen besteht das Kingdom Centre aus 230.000 m³ Beton, 85.000 m² Wandfläche und 670.000 m³ Stein.

## Auszeichnungen
Das Kingdom Centre war von seiner Fertigstellung bis 2012 das höchste Gebäude Saudi-Arabiens. Außerdem ist es der höchste Wolkenkratzer der Welt mit weniger als 50 Etagen.
2002 erhielt es wegen seiner beeindruckenden Architektur den „Emporis Skyscraper Award 2002“ (damals Skyscraper.com Award) als bestes Gebäude der Kategorie „bester neuer Wolkenkratzer dieses Jahres in Design und Funktion“.
2003 wurde dem Al-Mamlaka Einkaufszentrum vom „International Council of Shopping Centers (ICSC)“ der „International Design and Development Award“ in der Kategorie „Innovatives Design und Konstruktion eines neuen Projektes“ verliehen.

## Nutzung

### Four-Seasons Hotel
Das 5-Sterne-Hotel mit seinen 193 Zimmern und 52 Suiten bietet allen erdenklichen Komfort. Die Hotelzimmer befinden sich innerhalb des Towers, die anderen Serviceleistungen wie z. B. die vier Restaurants („Seasons“, „Quattro“, „Tea Lounge“ und „The Grill“), Whirlpools, das 3429 m² große Fitnesscenter „Health Club“, Saunen, Spa-Bereiche, Dampfbäder, Außenpools, Squash-Hallenplätze, Racquetball-Court, Freiluft-Tennisplätze und 7247 m² Veranstaltungsfläche sind im halbkreisförmigen Hotelnebengebäude links vom Tower untergebracht. Weiterhin gibt es im Nebengebäude eine große Hochzeits- oder Ballhalle mit 4400 m² für 3000 Personen mit angegliederter Luxussuite für VIP-Gäste oder die Hochzeitsgesellschaft.

### Al-Mamlaka-Einkaufscenter
Das östlich des Towers gelegene und ebenfalls halbkreisförmige Nebengebäude des Einkaufscenters „Al-Mamlaka“ umfasst 161 Läden auf vier Etagen; es ist das renommierteste Einkaufscenter der Stadt:
- Service Floor (Kellergeschoss) zehn Läden
- Ground Floor (EG) 74 Geschäfte
- First Floor (1. OG) 37 Läden
- Ladies Floor (ar: mamlakat el mar'ah) (DE: Königreich der Frauen) (2. OG) 40 Geschäfte ausschließlich für weibliche Kundschaft

### Tower
Der Mittelpunkt des Komplexes ist der 302 m hohe Turm. In ihm gibt es Büros mit separaten Parkplätzen für die Mitarbeiter und 40 luxuriöse Appartementwohnungen. Diese liegen in den oberen Etagen.